# Přerov
Přerov (Prerau in tedesco) è una città della Regione di Olomouc, in Repubblica Ceca. Vi abitano circa 43.300 persone.

## Storia
Dalla città, partivano numerose linee ferroviarie della Nordbahn, che collegavano i territori dell'ex-Impero austro-ungarico.

## Monumenti e luoghi d'interesse
- Sito archeologico di Predmosti

## Geografia antropica
La città è composta dai villaggi di Předmostí, Lověšice, Kozlovice, Dluhonice, Újezdec, Čekyně, Henčlov, Lýsky, Popovice, Vinary, Žeravice e Penčice, che sono parti amministrative di Přerov.